# Gathas

Las manos extendidas en el acto de adorarte, oh Mazdā, voy a pedirte también por la intercesión de Vohū Manah. Con tu espíritu de amor a ti, oh Asha, orden y justicia, te imploro poder gozar de la luz de la sabiduría y la conciencia pura, y poder soportar el consuelo para el alma de la vaca (Avestā, Yasna. XXVIII.1, en Avestā. Torino, UTET, 2008, pag.150.)
ahyâ ýâsâ nemanghâ ustânazastô rafedhrahyâ manyêush mazdâ pourvîm speñtahyâ ashâ vîspêñg shyaothanâ vanghêush xratûm mananghô ýâ xshnevîshâ gêushcâ urvânem

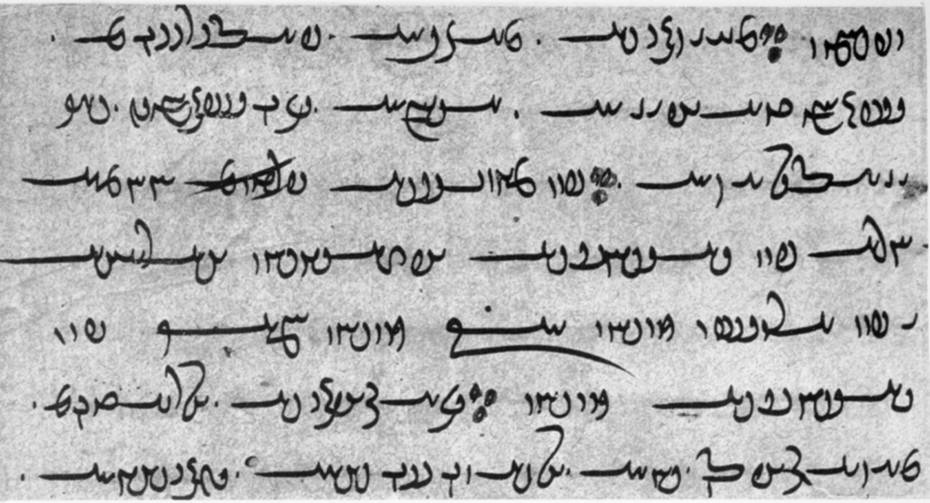
Avesta, Gāthā Ahunavaitī del Yasna 28.1, texto atribuido a Zaratustra (Biblioteca Bodleiana MS J2)Las manos extendidas en el acto de adorarte, oh Mazdā, voy a pedirte también por la intercesión de Vohū Manah. Con tu espíritu de amor a ti, oh Asha, orden y justicia, te imploro poder gozar de la luz de la sabiduría y la conciencia pura, y poder soportar el consuelo para el alma de la vaca (Avestā, Yasna. XXVIII.1, en Avestā. Torino, UTET, 2008, pag.150.)

Los Gathas (en avéstico, Gāθās, "cantos") son los 17 himnos, agrupados en cinco cantos religiosos, llamados yasnas que se han atribuido al profeta Zaratustra (Zoroastro), que resultan ser la parte más antigua del Avesta y que están considerados como los textos más sagrados de la fe zoroástrica.

## Estructura y organización
Los Gathas están en verso, con métrica en la naturaleza de la antigua poesía religiosa iraní, que es extremadamente concisa y donde las construcciones gramaticales son excepción.
Los 17 himnos (hātì) de los Gathas constan de 238 versos, alrededor de 1300 líneas o 6000 palabras en total. Más tarde fueron incorporados en los 72 capítulos del Yasna (capítulo: ha o had, del avéstico ha'iti, "corte"), que a su vez es la colección litúrgica primaria de textos en el mayor compendio del Avesta. Los 17 himnos son identificados por su número de capítulo del Yasna, y se dividen en cinco cantos principales:
1. Yasna 28-34, Gatha Ahunavaiti ("Canto del Señor", cf. Ahuna Vairya), 100 estrofas, (3 versos, 7+9 métrica silábica).
2. Yasna 43-46, Gatha Ushtavaiti ("Canto de la felicidad". La felicidad es para el que trae felicidad a su prójimo), 66 estrofas (5 versos, 4+7 métrica silábica).
3. Yasna 47-50, Gatha Spenta Mainyu ("Canto del espíritu bienhechor o del espíritu santo del bien'), 41 estrofas (4 versos, 4+7 métrica silábica).
4. Yasna 51, Gatha Vohu Khshathra ("Canto del buen dominio o reino"), 22 estrofas (3 versos, 7+7 métrica silábica).
5. Yasna 53, Gatha Vahishto Ishti ("Canto del más deseado o amado"), 9 estrofas (4 versos, dos de 7+5 y dos de 7+7 sílabas).

Con la excepción del Ahunavaiti Gatha, que lleva el nombre de la plegaria Ahuna Vairya (Yasna 27, que no está en los Gathas), los nombres de los Gathas provienen de la primera palabra del primer canto de cada uno. La métrica de los himnos está históricamente relacionada con la familia tristubh-jagati védica de métricas. Los himnos con estas métricas medidores se recitan, no se cantan.
El orden secuencial de los Gathas es interrumpido estructuralmente por el Yasna Haptanghaiti ("Yasna de los siete capítulos", capítulos 35-41, lingüísticamente tan antiguos como los Gathas, pero en prosa) y otros dos himnos menores en Yasna 42 y 52.

## Lenguaje
El lenguaje de los Gathas, avéstico antiguo o gático, pertenece al antiguo grupo lingüístico iraní, que es un subgrupo de las familias orientales de las lenguas indoeuropeas.

## Contenido
Algunos de los versos de los Gathas están directamente dirigidos al Omnisciente Creador Ahura Mazda. Estos versos, de carácter devocional, exponen las esencias divinas de la verdad (Asha), el buen pensamiento (Vohu Manah) y el espíritu de la rectitud u honradez. Otros están dirigidos a la gente que podía haber venido a escuchar al profeta, y en éstos, exhorta a su audiencia a vivir una vida como la de Ahura Mazda y ruega a la divinidad que intervenga a su favor.
Otros versos, de los que han podido inferirse algunos aspectos de la vida de Zoroastro, son semi-(auto) biográficos, pero todos giran en torno su misión para promover su visión de la Verdad (Asha, de nuevo). Algunos de los pasajes describen los primeros intentos del profeta para promover las enseñanzas de Ahura Mazda, y el rechazo posterior de las gentes. Estos rechazos le llevaron a dudar de su mensaje, y en los Gathas pidió ayuda a Ahura Mazda y el repudio de sus oponentes.
Los diversos himnos parecen haber sido compuestos en diferentes períodos de su vida y si se leen cronológicamente, se atisba un cierto fervor y convicción en su mensaje. Mientras que en los versos más antiguos, Zoroastro expresa en ocasiones sus dudas sobre su idoneidad para la misión, nunca flaquea en su convicción de que el mensaje es correcto. Un tono de satisfacción y fe en su reivindicación es evidente sólo en los últimos himnos, y hasta el final, donde oficia la boda de su hija menor, en que sigue siendo un predicador perseverante.
Diferentes aspectos de la filosofía zoroastriana están distribuidos por toda la colección de Gathas, aunque no existe ninguna disposición sistemática de la doctrina en los textos.

## Algunos extractos de Gathas
Zoroastro pide a Mazda que le oriente
- ¿En qué parte de la tierra voy a tener éxito? Se me mantiene lejos de mi familia y mi tribu. Ni la comunidad ni los tiranos engañosos del país me son favorables. ¿Cómo voy gratificarte, Oh Ahura Mazda? (46.1)

Zoroastro le pide a Mazda que le bendiga
- Me acerco con un pensamiento bueno, Oh Ahura Mazda, para que puedas concederme la bendición de las dos existencias (es decir, física y mental), la material y la de pensamiento, la bendición que emana de la Verdad, con la que uno se puede poner en tu voluntad. (28.2)
- Con estas súplicas, Oh Ahura Mazda, puede que no te enojemos, ni a la Verdad ni a los Buenos Pensamientos, los que estamos de pie ofreciéndote nuestras alabanzas. Tú eres el más veloz portador de la fuerza y mantienes el poder sobre los dones.
- Te pido, Oh Ahura, el castigo para el malvado que delega poder a los que engañan y a los que no encuentran un medio de vida que no sea dañar el ganado y al pastor.
- Concédenos una existencia material y espiritual, por la que podamos llegar (y estar) a tu amparo y al de la Verdad, por todos los tiempos. (41.6)
- Deja a los buenos gobernantes que asuman el gobierno (sobre nosotros), con acciones de  Buena Perspicacia o buen espíritu. No permitas que los malos gobernantes asumen dominio sobre nosotros. Deja que la mejor perspicacia, que purifica la progenie de la humanidad, se aplique también al ganado bovino. Tú la alimentas por nosotros para que podamos comer. (48.5)

Cuestiones retóricas
- Te pido, Oh Ahura, que me digas la verdad: ¿De qué clase es la primero etapa de la Mejor Existencia? La que desea que se implante para que podamos disfrutar de los dones, la que es una realidad, la santificada a través de la verdad, la que ve con su espíritu el resultado dejado por todos. Eres el sanador de la existencia, (nuestro) aliado, Oh Mazda. (44.2)
- Te pido, Oh Ahura, que me digas la verdad: ¿Quién, por la procreación, es el padre primitivo de la Verdad? ¿Quién creó el curso del sol y las estrellas? ¿A través de quién crece y mengua la luna? Son estas mismas cosas y otras más que me gustaría saber, Oh Mazda. (44.3)

Zoroastro a sus seguidores
- La Verdad es lo mejor de todo lo que es bueno. Si lo deseas, lo que se desea es la verdad para el que (representa) la mejor verdad. (27.14)
- Para la persona que es pura de corazón hacia mí, por mi parte, le asigno las mejores cosas que están a mi alcance, a través del Buen Pensamiento, pero hago daño a los que nos perjudican. Oh Mazda, de este modo, gratifico tu voluntad por la Verdad.

Zoroastro a los seguidores de las druj ("Mentiras")
- Cosas brillantes en lugar de llanto será la Recompensa para las personas que se acerquen a la Posesión de la Verdad. Sin embargo, un largo período de oscuridad, falta de alimentos, y una palabra de aflicción, tal como una existencia de vuestra visión religiosa, os llevará a los engaños de vuestras propias acciones. (31.20)